# Flerstegsraket

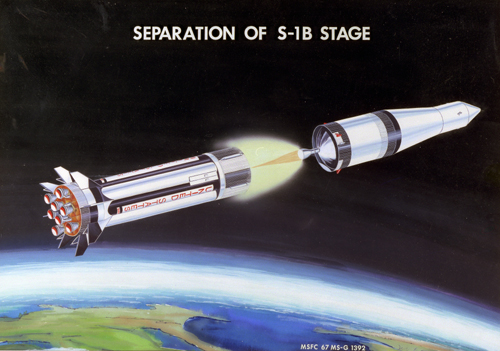
Ett steg kopplas loss

En flerstegsraket är en raket som använder sig av två eller fler raketsteg, som vart och ett innehåller sina egna raketmotorer och raketbränsle. Raketsteg kan antingen staplas ovanpå varandra eller fästas parallellt bredvid varandra. Tvåstegsraketer är ganska vanliga, men raketer med så många som fem steg har avfyrats framgångsrikt. Genom att stöta bort raketsteg allt eftersom deras bränsle tar slut minskar raketens massa. Denna stegning gör det enklare för de återstående raketstegen att accelerera raketen till dess slutliga hastighet och altitud.

## Principer
I raketstaplar är förstasteget det understa och vanligtvis det största. Andrasteget placeras ovanpå och är vanligtvis det näst största. Ytterligare raketsteg befinner sig ovanför dessa. Parallella raketsteg används för att hjälpa till vid raketstart och kallas ibland för 'steg 0'. Normalt avfyras förstasteget och eventuella hjälpsteg för att skjuta raketen uppåt. När hjälpstegen förbrukat sitt bränsle kopplas de loss från resten av raketen (oftast med hjälp av en mindre sprängladdning) och faller iväg. Förstasteget förbrukar sedan sitt bränsle och faller också iväg. Då återstår en mindre raket, med andrasteget längst ner, som nu startas. Denna procedur upprepas tills det sista stegets motor har förbrukat allt bränsle.